# Ngnima Sarr
Pour les articles homonymes, voir Sarr.
Ngnima Sarr, alias Tie (prononcer « taï »), née au milieu des années 1980 au Sénégal, est une rappeuse, une poète, une compositrice et une artiste visuelle sénégalaise. Elle s’exprime en wolof, sérère, français ou anglais.

## Biographie
Née au milieu des années 1980 au Sénégal au sein d’une fratrie de 8 enfants, Ngnima Sarr grandit à Dakar jusqu’à ses études universitaires. Elle est la sœur de l’économiste et écrivain Felwine Sarr. Elle effectue une première année de fac à l’université de Dakar. Elle poursuit ensuite des études supérieures, en France, en sociologie appliquée à la culture, à partir de 2000.  Elle se lance dans une carrière musicale en 2007, proposant, sur des textes poétiques une musique expérimentale, fusion de tassou (forme de joute oratoire traditionnelle sénégalaise qui peut faire penser au rap), de hip hop, de jazz, de rock et de musique psychédélique. Elle s’exprime dans ses textes en wolof, sérère, français, ou anglais. 
En 2011, après une première formation d’une dizaine de personnes appelée Black Octopus produisant une musique électronique et urbaine, elle lance le groupe Tie and the love Process, en compagnie de Thomas Hugenel à la basse, Martin Wangermée à la batterie, Stéphane Berti à la guitare et Cédric Ricard au saxophone baryton et à la flûte. Elle y construit un espace sonore et visuel (à travers des vidéos) qu’elle nomme « Afro-Space Poetry », entre électro, rock, hip-hop, et tassou. En 2013, sort son premier EP, Life Is Not a Waiting Game,,.
En 2016, elle participe à l’album Women Groove Project, une combinaison afro-beat, électro, soul, musique mandingue et mbalax. Cette initiative du musicien Ousmane Faye, fondateur du Festival Banlieue Rythme de Dakar, réunit le guitariste et chanteur Hervé Samb, directeur musical du projet, et des chanteuses, notamment Mamy Kanouté et Ngnima Sar,. Sur un EP dont la sortie était prévue fin 2020 mais qui est perturbée par la pandémie du Covid-19, elle a pour projet d'associer également à son groupe la chanteuse malienne Mamani Keïta et le rappeur ghanéen Blitz the Ambassador (en).
Elle crée également un spectacle immersif Lâcher L'homme ! inspiré d'un essai de Frantz Fanon Black Skin White Masks.
En 2024,  elle est en résidence à la Villa Albertine, où elle prolonge un projet initialisé durant  sa résidence Banlieues bleues à Paris en 2021 et 2022. Elle participe aussi à la pièce Freedom, I'll have lived your dream until the full last day (Liberté, j'aurai vécu ton rêve jusqu'au dernier jour), organisée par Felwine Sarr et présentée de 2021 à 2025 en différents lieux des États-Unis, et au Festival d'Avignon,.